# Període Clàssic Mesoamericà

Ubicació de Mesoamèrica al continent.

El Període Clàssic de la civilització mesoamericana està marcat per la consolidació del procés urbanístic que s'estava gestant des del Preclàssic Tardà i posteriorment el Postclàssic, la qual cosa ocorre cap el segle iii aC. Durant la primera part d'aquesta època, Mesoamèrica va ser dominada per Teotihuacan. A partir del segle viii aC, aquesta ciutat inicià un llarg procés de decadència que va permetre l'auge de les cultures maia, zapoteca i dels anomenats centres regionals del Epiclàssic.

## Característiques generals
Els inicis del Període Clàssic mesoamericà, poden fixar-se al voltant de l'any 200 i el seu final cap al 900. No obstant això, la cronologia varia en cada àrea cultural. Els antecedents d'aquest període es troben en l'última fase del Període preclàssic mesoamericà, a partir de l'any 400 dC, quan gràcies a un increment en l'eficiència de les tècniques agrícoles, va ocórrer una transformació en les societats de l'època (creixement demogràfic, major divisió del treball i especialització, i l'increment de l'intercanvi comercial). Els canvis tecnològics que van fer possible aquesta transformació van ser condicionats per factors específics de cada regió mesoamericana. Una activitat important per als maies, zapotecas i teotihuacans va ser la religió mesoamericana; van començar a implementar l'agricultura per transformar-la en intensiva: amb sistemes de regadiu permanent, per exemple; el producte bàsic seguia sent el blat de moro.
En aquest període va tenir lloc també una bifurcació de tradicions en l'àrea mesoamericana: una, encapçalada per Teotihuacan, i l'altra per les ciutats maies del nord. Tal diferenciació és visible sobretot en trets centrals del complex mesoamericà, com el calendari i els sistemes de escriptura. L'un i altres van ser portades a la seva màxima complexitat en l'Àrea Maia. D'acord amb López Luján i López Austin (2001), si Teotihuacan, la ciutat més important de l'època, no va desenvolupar a fons aquests elements culturals va ser pel condicionament relatiu al sociopolític que va privar al Centre de Mèxic.
Lluny del que se suposava en bona part dels primers textos sobre les cultures del clàssic, avui se sap que, tant Teotihuacan com els estats maies van ser pobles guerrers, encara que mai al grau assolit per les cultures del Període postclàssic mesoamericà. La guerra sembla un assumpte central en la història de l'Àrea Maia, com ho revelen les esteles de l'època i les representacions iconogràfiques d'escenes bèl·liques que s'han descobert en llocs com Bonampak i Toniná. En aquella regió van florir diverses ciutats estat hostils entre si. Per la seva banda, Teotihuacan no va poder haver arribat a ser el gran centre polític i econòmic que va ser sense fer ús de la força, com també ho testifica la iconografia de la ciutat; encara que sembla que les mateixes dimensions del poder teotihuacà deslliuraren la ciutat d'hostilitats d'altres Estats en competència. Igualment, Monte Albán es va imposar a les Valls Centrals d'Oaxaca.
El comerç va tenir un paper important com a element de cohesió entre els mesoamericans. Teotihuacà va tenir un paper important com a centre articulador de la major part dels intercanvis. Després del seu col·lapse, la xarxa comercial va decaure també, després de la qual van sorgir centres regionals que no van aconseguir a tenir la posició que havia ocupat abans Teotihuacà.
Un altre dels trets principals del clàssic va ser l'urbanisme. Les ciutats eren curosament planificades i traçades. Les ciutats, a més de ser centres administratius i religiosos, fungieron com complexos productius i nodes comercials.
Cal recalcar que en el clàssic es 'van cristal·litzar' la major part de les deïtats del panteó mesoamericà, i que la religió va ocupar un lloc important en l'estructura social com a auxiliar del poder polític. Presumiblement, el clergat monopolitzava el coneixement de l'astronomia, la matemàtica, l'escriptura i fins al comerç i la política.
Hi ha textos maies esculpits i pintats, que s'han identificat com cronològics, astronòmics i històrics, encara que no són la font principal per al coneixement dels maies, ja que estan realitzats en la seva complexa Escriptura maia que encara està en procés de desxiframent.